# گویاش
گویاش یا گولاش (مجاری: gulyás تلفظ مجاری: [ˈɡuja:ʃ]؛ انگلیسی: Goulash) یک سوپ یا خورش از گوشت، سبزیجات با چاشنی پاپریکا و سایر ادویه‌ها است. گویاش از غذاهای ملی مجارستان و همچنین وعده غذایی محبوبی در اروپای مرکزی، شرق اروپا، کشورهای اسکاندیناوی و جنوب اروپا است.
گویاش از پادشاهی مجارستان در قرون وسطی نشأت گرفته و منشأ این خوراک به خورش چوپان‌های مجار در سده ۹ میلادی برمی‌گردد که در آن گوشت پخته و طعم داده‌شده با کمک خورشید خشک و در کیسه‌هایی از سیرابی گوسفند بسته‌بندی می‌شد که برای تبدیل به یک وعده غذایی تنها نیاز به آب داشت.

## نگارخانه

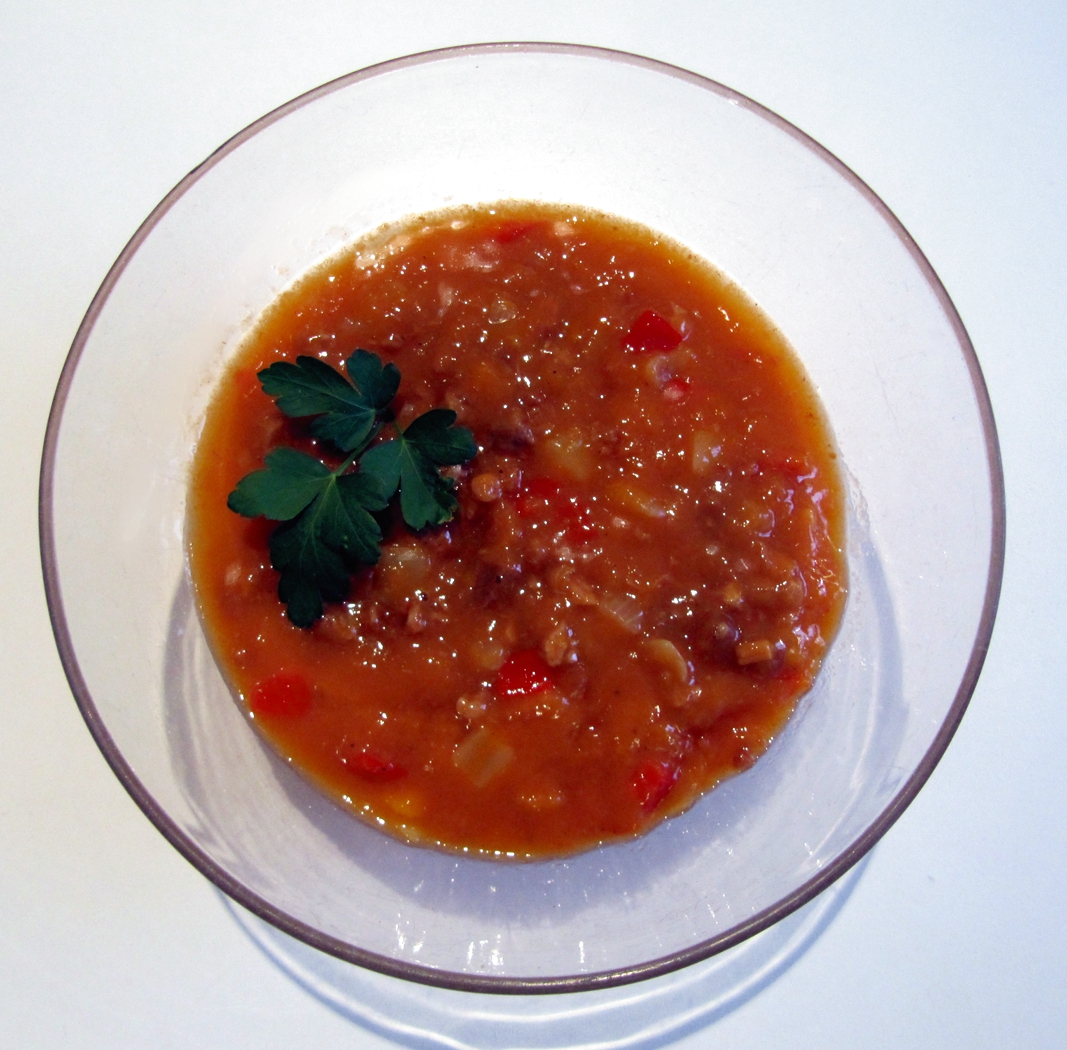
سوپ گویاش آلمانی
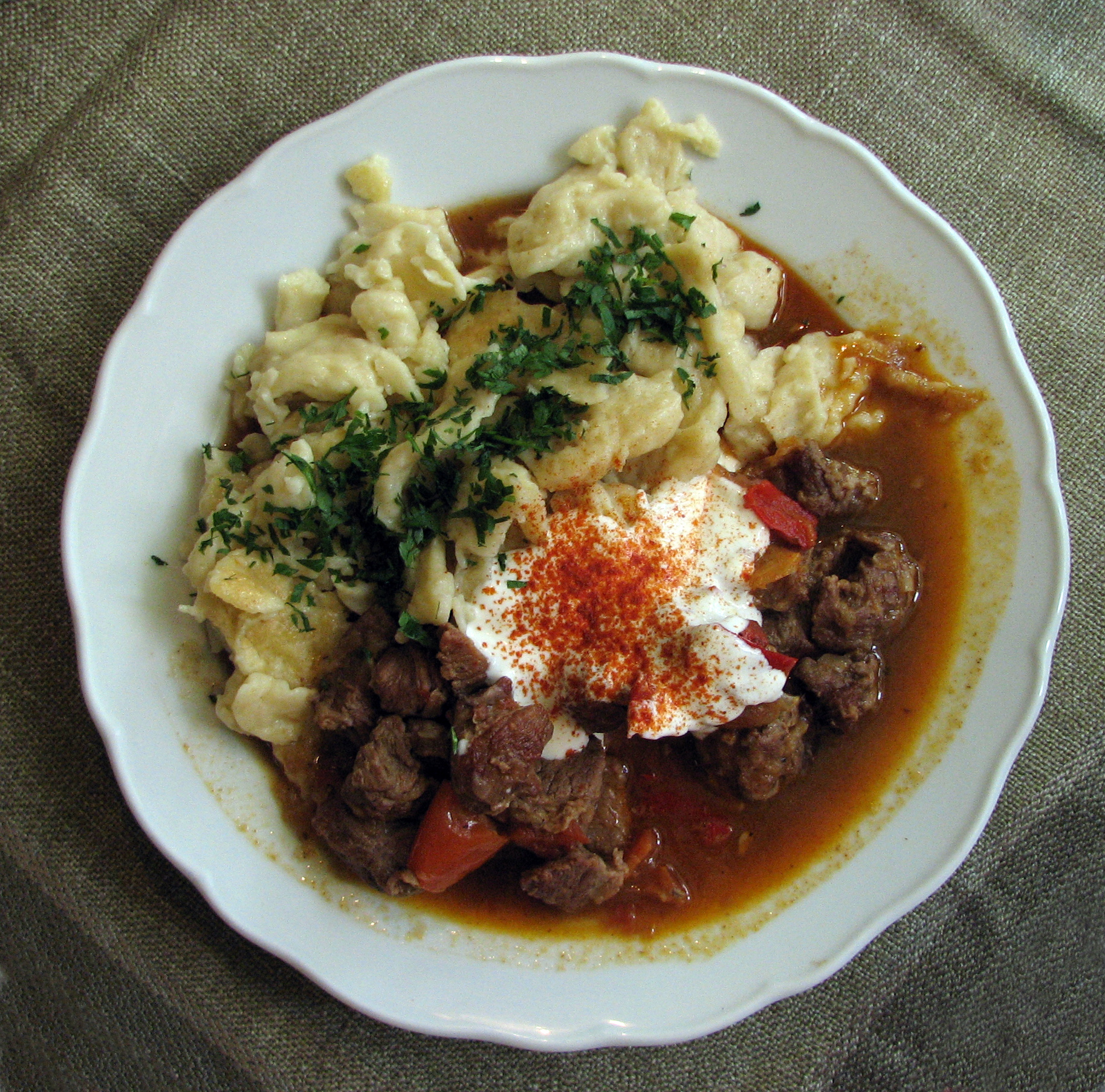
خورش گویاش
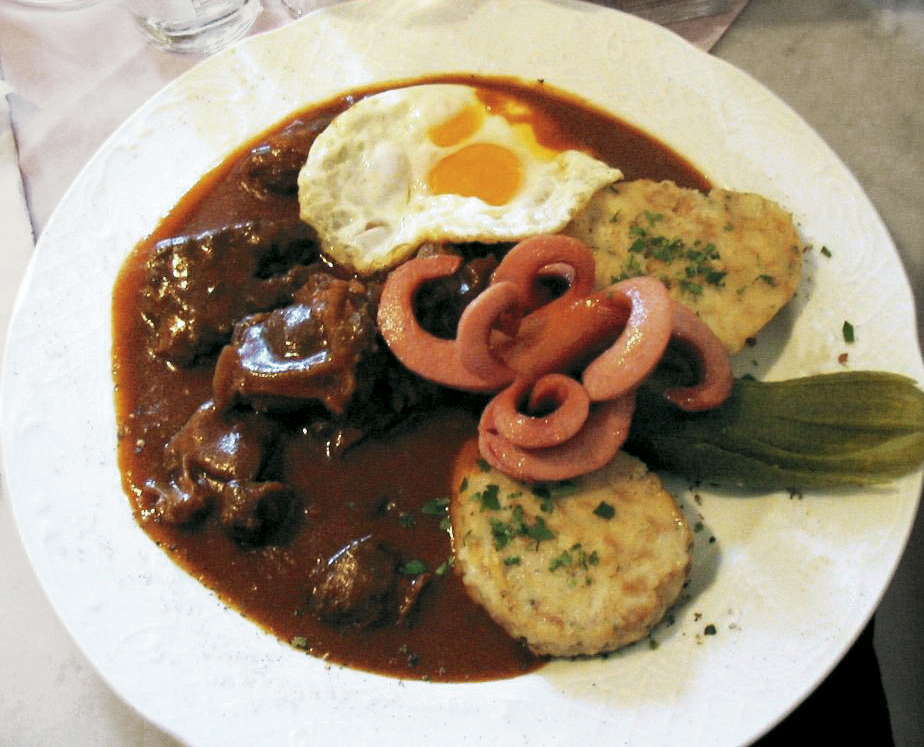
گویاش فیاکِر، وینی
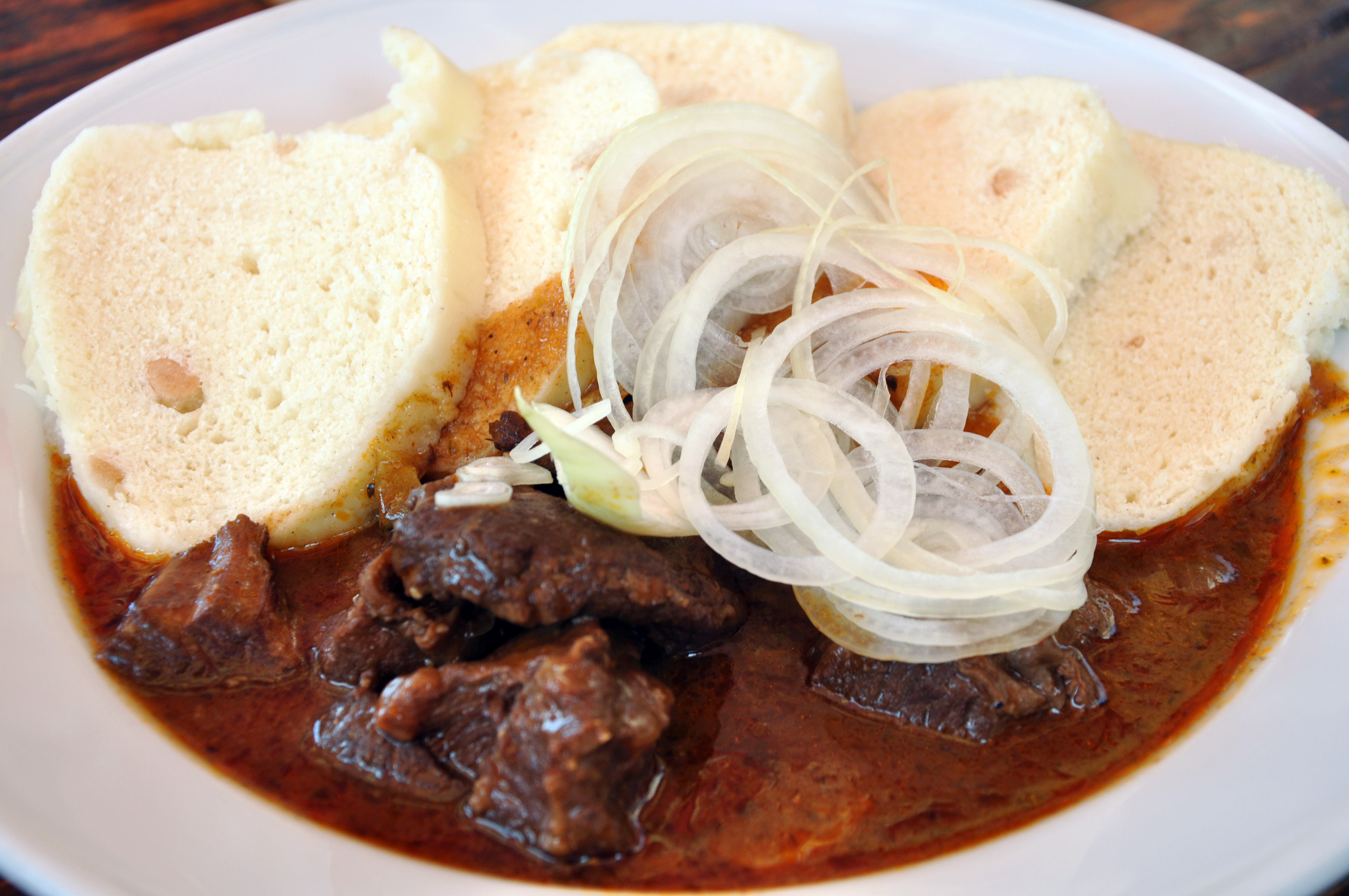
گویاش به سبک پراگ با کنودل
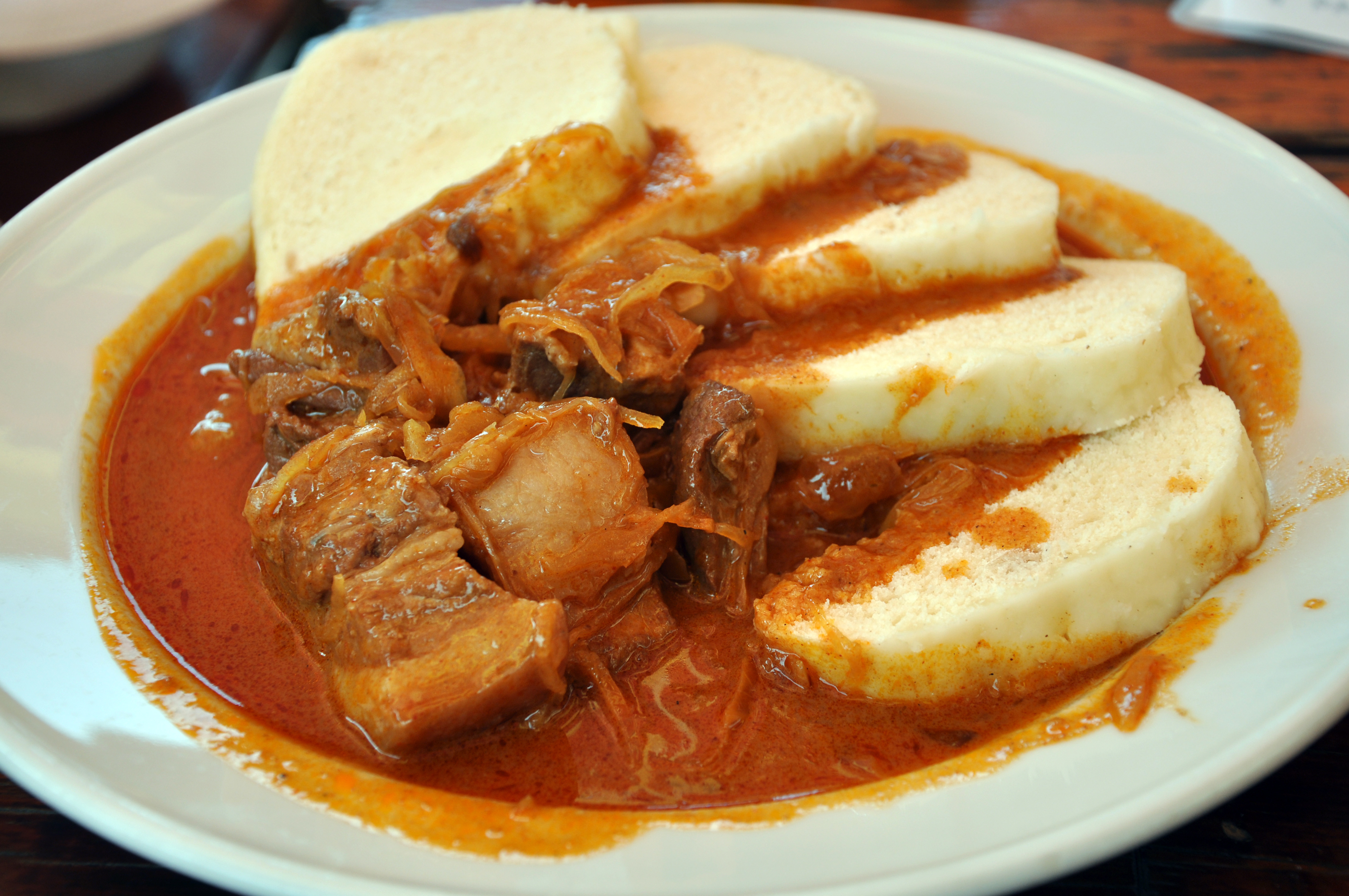
گویاش سبک سِکِی با کنودل
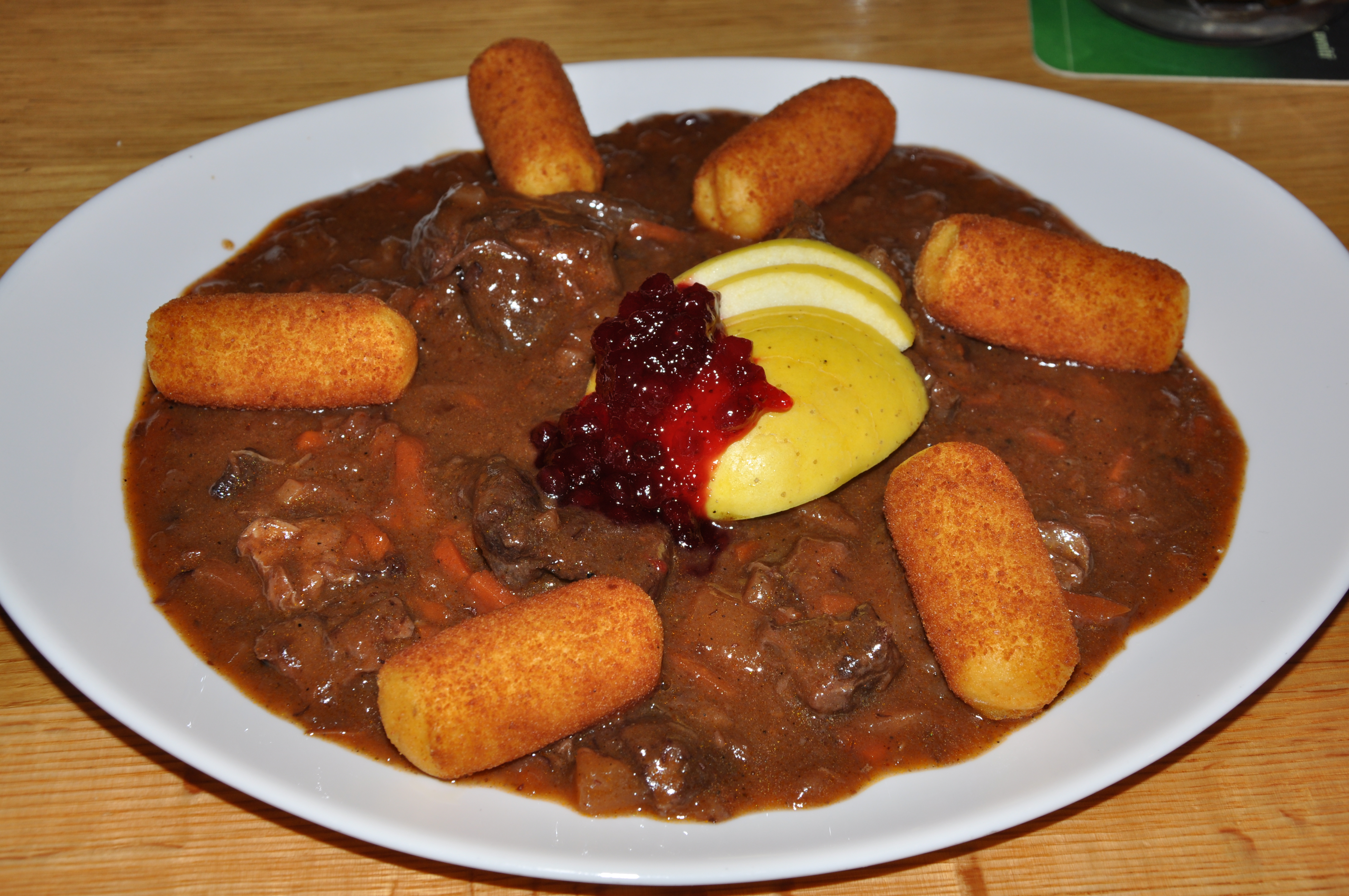
گویاش گوشت گوزن با سیب، مربا و کروکت سیب‌زمینی

## یادداشت
1. ↑  گویاش‌ها